# Marie Lemoine
Marie Lemoine (née Flore Eugénie Marie Dujardin-Beaumetz le 29 décembre 1887 dans le 17e arrondissement de Paris et morte le 29 décembre 1984 au Kremlin-Bicêtre) est une botaniste et phycologue française, fille de l'Ingénieur François Dujardin-Beaumetz et de Aimée Allovon. 
Elle est l’une des taxinomistes du vingtième siècle les plus productives en matière de description de corallines fossiles : elle décrivit trois genres et plus de 90 espèces de corallines non-articulées fossiles.

## Biographie
Peu après avoir épousé le géologue français Paul Lemoine avec qui elle aura trois enfants et qui décèdera en 1940, elle soutient sa thèse de docteur ès science sur la Structure anatomique des mélobésiées (application à la classification) (Paris, 1911). Elle travaille, dès cette époque et pour la plus grande partie de sa vie, au Laboratoire de cryptogamie du Muséum (12 rue de Buffon, Paris 75005) jusqu'au début des années 80.
Elle est connue pour son étude des algues Corallinales (les coraux modernes et leurs fossiles) dont elle collectait spécimens et fossiles grâce à un réseau de correspondants extrêmement important,.
Elle est la nièce du peintre et homme politique Étienne Dujardin-Beaumetz. Elle est membre de plusieurs sociétés savantes: Société de biogéographie, Société botanique de France, Association française pour l'avancement des sciences.
Durant sa carrière qui s'est étendue sur une période de 72 ans, elle a publié un total de 101 contributions, articles et études.

## Publication
- Les algues calcaires fossiles de l'Algérie, Macon, Protat frères, imprimeurs, 1939, 128 p. (lire en ligne).